# Șușani
Șușani est une commune roumaine située dans le județ de Vâlcea.